# 23296 Brianreavis
23296 Brianreavis este un asteroid din centura principală de asteroizi.

## Descriere
23296 Brianreavis este un asteroid din centura principală de asteroizi. A fost descoperit pe 2 ianuarie 2001 la Socorro, New Mexico, în cadrul proiectului LINEAR. Asteroidul prezintă o orbită caracterizată de o semiaxă mare de 2,26 ua, o excentricitate de 0,20 și o înclinație de 5,6° în raport cu ecliptica.